# Рольф Лархер
Рольф Лархер (9 червня 1934 — 5 березня 2024) — швейцарський академічний веслувальник.
Бронзовий призер Олімпійських Ігор 1960 року в складі парної двійки.